# 斯旺維爾鎮區 (明尼蘇達州莫里森縣)
斯旺維爾鎮區（英語：Swanville Township）是位於美國明尼蘇達州莫里森縣的一個行政鎮區。

## 地方資料
斯旺維爾鎮區的面積為96.27平方千米，當中陸地面積為91.79平方千米，而水域面積為4.48平方千米。根據2020年美國人口普查的數據，當地共有人口510人，而人口密度為每平方千米5.3人。